# メリタ・ノーウッド
メリタ・ステッドマン・ノーウッド（英: Melita Stedman Norwood、旧姓：サーニス（英: Sirnis）、1912年3月25日 - 2005年6月2日）は、イギリスの公務員にしてKGB（ソ連国家保安委員会）の情報提供者として働いた人物である。1937年に英国非鉄金属研究協会に正式採用されて以来、職務を通じて知り得た国家機密をKGBに流し続けていた。ノーウッドは1972年に退職するまでスパイ活動を続けたが、逮捕に至ることはなかった。
ワシリー・ミトロヒンとクリストファー・アンドリューがまとめて出版したミトロヒン文書の中では、「KGBの歴史上最も重要なイギリス人女性諜報員にして、イギリスでソビエトのスパイ活動に最も長い期間従事した者」と称されている。この本が元で彼女のスパイ活動が曝露されるが、結局起訴には至らず、ノーウッドは2005年に亡くなった。
2013年には、ジェニー・ルーニーがノーウッドの人生に触発された小説 "Red Joan" を出版し、この作品を元に映画『ジョーンの秘密』（2018年）が製作された。

## 幼少期から高等教育まで
ノーウッドはラトビア人の父ピーター・アレクサンダー・サーニス（英: Peter Alexander Sirnis、ラトビア語: Pēteris Aleksandrs Zirnis）とイギリス人の母ガートルード・ステッドマン・サーニス（英: Gertrude Stedman Sirnis）の間に生まれた。出生名はメリタ・ステッドマン・サーニス（英: Melita Stedman Sirnis）で、生まれたのはボーンマス郊外のポークスダウンという町だった。父は製本業を営んでいたが、彼女が6歳の時に亡くなった。父は十月革命に触発されて "The Southern Worker and Labour and Socialist Journal"（南部労働者・労働・社会主義者ジャーナルの意）という新聞を発刊しており、またこの新聞にレーニンやトロツキーの著作を翻訳して掲載していた。母は協力党に参加していた。イッチェン・セカンダリー・スクールに通い、1928年にはスクール・キャプテン（生徒会長に相当）になった。その後彼女はサウサンプトン大学でラテン語と論理学を学んだが、1年で中退し、職を求めてロンドンへ移った。

## キャリア
彼女は1932年から、英国非鉄金属研究協会の秘書として働き始めた。1935年の終わり掛けにヒラリー・ナスバウム（英: Hilary Nussbaum）と結婚したが、ロシア系の彼は（後に姓をノーウッドへ改めている）、教員労働組合の役員も務める化学教師で、一生を通じて共産主義者であり続けた人物だった。彼女は1930年代前半に独立労働党へ参加していたが、この党が1936年に空中分解した後、グレートブリテン共産党 (CPGB) に参加した。しかしながらイギリスの情報機関は、かなり後年になるまで彼女がこれらの党員だった事実を察知していなかった。1935年、彼女はグレートブリテン共産党の有力者だったアンドルー・ロススティーンから内務人民委員部（NKVD、後のKGB）へ推薦され、1937年に正式な諜報員となった。同じ年、ノーウッド夫妻はベクスリーヒースにセミ・デタッチド・ハウスを購入してひっそりと暮らすようになり、メリタは90歳になるまでこの家に住み続けた。

### 諜報活動
NKVDの諜報員としてのキャリアは1930年代中頃に始まり、当初はロンドンのウリッジ・スパイ・リングの一員として活動した。1938年1月にはウリッジ・スパイ・リングの3人が逮捕され、それぞれ3年から6年の実刑判決を受けたが、ノーウッドが拘留されることはなかった。その間に、モスクワで起きた大粛清のうねりが元で NKVD の海外諜報活動が大幅縮小されることになり、ノーウッドの雇用者はソ連の海外諜報活動を担う軍機関・連邦軍参謀本部情報総局 (GRU) へと変わった。ソビエト側の指令者から与えられるコードネームはどんどん変わっていったが、最後のものは「エージェント・ホラ」"Agent Hola" であった。
英国非鉄金属研究協会の長、G・L・ベイリー (G.L. Bailey) の個人秘書という立場を利用し、彼女はイギリスの原子爆弾計画「チューブ・アロイズ」に関する情報を、ソビエト側の指令者に横流ししていた。ベイリーはチューブ・アロイズの助言機関の一員だった。ジェレミー・バーンスタインによれば、ベイリーは「ノーウッドの政治的関係に関して憂慮しており、彼女に何も明かさないよう腐心していた」という。
1958年にはソビエト連邦から労働赤旗勲章を与えられた。しかしながら、これにより得られる年金の受給は拒んでいたという。
1965年、イギリスの保安局はノーウッドが安全保障上のリスクであると察知するが、自分たちの方法が曝露されないようにと、ノーウッドに対する尋問は差し控えた。彼女は1972年に引退した。1986年には夫が亡くなったが、1999年にノーウッドが明かしたところによると、この夫は妻が諜報員として働くことには不賛成であったという。ベクスリーヒースの隣人たちはノーウッドの左翼思想に気付いていたものの、1999年に彼女がスパイだったと曝露された時には、隣人たちだけでなく彼女の娘まで驚きを持って接した。

### スパイ活動の曝露
ノーウッドの諜報活動が初めて公にされたのは、KGBの元活動家だったワシリー・ミトロヒンと歴史学者のクリストファー・アンドリューがまとめて出版したミトロヒン文書（英題："The Mitrokhin Archive: The K.G.B. in Europe and the West"、1999年）でのことだった。ミトロヒンは1992年に亡命し、イギリスの情報機関へトランク6つ分にもなる極秘文書を引き渡した。ノーウッドが共産主義シンパであることはよく知られていたが、1999年に作られた別の報告書では、イギリスの情報機関が彼女の重要性に気付いたのはミトロヒンの亡命後であって、他の調査を守るために、ノーウッドの起訴は見送られることになったと報告されている。ミトロヒン文書の証拠としての信用性について疑問を投げかける者もいる。結局、ノーウッドは起訴されることなく2005年に亡くなった。
ノーウッドは共産主義者であり、スパイ活動によって具体的な見返りを得たことはないと述べている。スパイ活動が曝露された時の声明でノーウッドは、「私のやったことは決してお金を得るためではありません。多大なコストをかけて、普通の人々に食べ物と、彼らが余裕を持って暮らせるだけの賃金と、良い教育と公共医療を与えようという新しいシステムが打破されないよう手助けしたのです」とした。彼女は「自分の国に背いてスパイ活動することには賛成しない」としつつも、自分の行動によって「ロシアがイギリスやアメリカ、ドイツと肩を並べる手助け」になったならと考えていた。2014年、ミトロヒン文書から新たに見つかった文書により、ノーウッドの活動は、ケンブリッジ・ファイヴ以上に KGB に有益だった可能性が示唆された。

## 着想を得た作品
2013年、ジェニー・ルーニーがノーウッドの人生に触発された小説 "Red Joan" を出版した。2018年には、この作品を元に同名の映画が製作された（邦題ジョーンの秘密）。80代になってから過去のスパイ行為が暴かれる女性ジョーン・スタンリーが主人公となり、現在と過去の彼女をそれぞれジュディ・デンチとソフィー・クックソンが演じた。監督はトレヴァー・ナン、製作はデイヴィッド・パーフィット、脚本はリンジー・シャペロ (Lindsay Shapero) が務めた。作品はイギリスで撮影され、2018年の第43回トロント国際映画祭で初上映されている。しかしながら、映画の設定はノーウッド自身の人生とは大きく異なる筋書きとなっている。